# Llista de topònims de Sunyer
Llista de topònims (noms propis de lloc) del municipi de Sunyer, al Segrià
Informació actualitzada per un bot. Els canvis manuals es perdran quan s'actualitzi!

## casa
| imatge | Nom      | Ubicat a | instància de | Detalls                                  | coordenades                                                                 | Protecció                                  | Commons (més fotos) | Dades a WD                    |
| ------ | -------- | -------- | ------------ | ---------------------------------------- | --------------------------------------------------------------------------- | ------------------------------------------ | ------------------- | ----------------------------- |
|        | Cal Gort | Sunyer   | casa         | Estil: arquitectura popular 16th century | 41° 31′ 25″ N, 0° 35′ 29″ E / 41.52369°N,0.59135°E ca:C. Major, 12 217 msnm | bé integrant del patrimoni cultural català | Cal Gort (Sunyer)   | Modifica les dades a Wikidata |
|        | Cal Veià | Sunyer   | casa         | Estil: arquitectura popular 16th century | 41° 31′ 26″ N, 0° 35′ 29″ E / 41.52386°N,0.59144°E ca:C. Major, 11 218 msnm | bé integrant del patrimoni cultural català | Cal Veià            | Modifica les dades a Wikidata |

## església
| imatge | Nom                   | Ubicat a | instància de | Detalls                                           | coordenades                                                         | Protecció                   | Commons (més fotos)   | Dades a WD                    |
| ------ | --------------------- | -------- | ------------ | ------------------------------------------------- | ------------------------------------------------------------------- | --------------------------- | --------------------- | ----------------------------- |
|        | Santa Llúcia          | Sunyer   | església     |                                                   | 41° 31′ 21″ N, 0° 34′ 57″ E / 41.522526633868°N,0.582484063763826°E |                             |                       | Modifica les dades a Wikidata |
|        | Santa Maria de Sunyer | Sunyer   | església     | Estil: arquitectura romànica arquitectura barroca | 41° 31′ 23″ N, 0° 35′ 34″ E / 41.52294°N,0.5927°E                   | bé cultural d'interès local | Santa Maria de Sunyer | Modifica les dades a Wikidata |

## masia
| imatge | Nom             | Ubicat a | instància de | Detalls | coordenades                                                          | Protecció | Commons (més fotos) | Dades a WD                    |
| ------ | --------------- | -------- | ------------ | ------- | -------------------------------------------------------------------- | --------- | ------------------- | ----------------------------- |
|        | Mas dels Censos | Sunyer   | masia        |         | 41° 32′ 17″ N, 0° 34′ 28″ E / 41.5381635388836°N,0.574445509555373°E |           |                     | Modifica les dades a Wikidata |
|        | Torre del Beà   | Sunyer   | masia        |         | 41° 30′ 40″ N, 0° 35′ 57″ E / 41.5111296721415°N,0.599060295904372°E |           |                     | Modifica les dades a Wikidata |

## serra
| imatge | Nom                | Ubicat a               | instància de | Detalls | coordenades                                                     | Protecció | Commons (més fotos) | Dades a WD                    |
| ------ | ------------------ | ---------------------- | ------------ | ------- | --------------------------------------------------------------- | --------- | ------------------- | ----------------------------- |
|        | serra de la Pleta  | Sunyer Torres de Segre | serra        |         | 41° 31′ 02″ N, 0° 34′ 39″ E / 41.5171°N,0.577478°E 235.9 msnm   |           |                     | Modifica les dades a Wikidata |
|        | serra del Benefici | Sunyer                 | serra        |         | 41° 29′ 40″ N, 0° 35′ 16″ E / 41.494492°N,0.587711°E 246.4 msnm |           |                     | Modifica les dades a Wikidata |

## Misc
| imatge | Nom                         | Ubicat a         | instància de                                   | Detalls                      | coordenades                                                                                               | Protecció                      | Commons (més fotos) | Dades a WD                    |
| ------ | --------------------------- | ---------------- | ---------------------------------------------- | ---------------------------- | --- | ------------------------------ | ------------------- | ----------------------------- |
|        | Castell de Sunyer           | Sunyer           | castell                                        | Estil: arquitectura romànica | 41° 31′ 26″ N, 0° 35′ 31″ E / 41.52395°N,0.59207777777778°E 232 msnm                                      | bé cultural d'interès nacional |                     | Modifica les dades a Wikidata |
|        | Sunyer                      | Sunyer           | entitat singular de població capital municipal | 306 hab                      | 41° 31′ 20″ N, 0° 35′ 28″ E / 41.52234235°N,0.59104735°E 209 msnm                                         |                                |                     | Modifica les dades a Wikidata |
|        | casa consistorial de Sunyer | Sunyer           | casa consistorial                              |                              | 41° 31′ 24″ N, 0° 35′ 33″ E / 41.5233402°N,0.5926153°E                                                    |                                |                     | Modifica les dades a Wikidata |
|        | riu de Set                  | Garrigues Segrià | curs d'aigua                                   | Desemboca: Segre Llarg: 45km | 41° 21′ 12″ N, 0° 57′ 01″ E / 41.353224°N,0.950175°E 41° 33′ 52″ N, 0° 33′ 19″ E / 41.564403°N,0.555266°E |                                | Riu de Set          | Modifica les dades a Wikidata |
|        | tossal del Senyor           | Sunyer           | muntanya                                       |                              | 41° 32′ 25″ N, 0° 35′ 18″ E / 41.5404°N,0.588414°E 187.7 msnm                                             |                                |                     | Modifica les dades a Wikidata |